# Liste der Monuments historiques in Merlevenez
Die Liste der Monuments historiques in Merlevenez führt die Monuments historiques in der französischen Gemeinde Merlevenez auf.

## Liste der Bauwerke
| Bezeichnung               | Beschreibung | Standort                        | Kennzeichnung | Schutzstatus | Datum | Bild |
| ------------------------- | ------------ | ------------------------------- | ------------- | ------------ | ----- | ---- |
| Kirche Notre-Dame de Joie |              | (Lage)                          | PA00091442    | Classé       | 1927  |      |
| Fontaine de Kergornet     |              | Rue de la Fontaine Maria (Lage) | PA00091443    | Inscrit      | 1933  |      |